# 梁良兴
梁良兴（1932年—），男，广东梅县人，中国翻译家。

## 生平
梁良兴1932年出生于广东梅县，先後就讀梅縣松口中學（初中部、1944年至1947年）、香港華僑中學（1947年至？）以及香港嶺英中學（1950年中六）。1950年從岭英中学毕业后，1952年参加中华人民共和国成立后的首届全国高考，考取北京大学西方语言文学系英语专业。1954年毕业后分配到外文出版社英文部工作。1980年到1981年公派到美国伊利诺伊州立大学进修美国史及新闻新E座。983到1998年担任外文社英文部主任。2005年获得中国翻译协会颁发“资深翻译家”称号，2015年获得“翻译文化终身成就奖”。先后担任中国国家重点图书出版规划项目汉英对照《大中华文库》学术顾问委员会委员、中国对外翻译出版公司专家顾问、中国医药学翻译委员会顾问、文化部翻译专业高级职称评委会委员、全国翻译专业高级职称评委会委员。